# 中村政信
中村 政信（なかむら まさのぶ、1966年8月9日 - 1999年12月23日）は、日本のオートレース選手。弟子は飯塚オートレース場所属の別府敬剛（23期）。息子に競艇選手の中村直喜がいる。
1999年12月23日の飯塚オートレース場第11レースにて落車、殉職。享年33。

## 選手データ
- プロフィール
  - 福岡県出身
  - 19期
  - 飯塚オートレース場所属

- 戦歴
  - 通算優勝回数:57回
  - 年間最多優勝選手:1回
  - 通算勝利数:541勝
  - 2着 314回
  - 3着 272回
  - 着外 761回

## 略歴
- 1985年
  - 8月14日、飯塚オートレース場でデビュー。デビュー戦を白星で飾る。当時の競走車呼名は「ザ・フィスト」。競走タイムは3.555。
- 1987年
  - 3月3日、初優勝。競走車呼名は「クライシス」。競走タイムは3.508。
- 1991年
  - 春のスピード王決定戦（飯塚オートレース場）優勝
- 1993年
  - 開場記念ゴールデンレース（浜松オートレース場）優勝。
  - 優秀選手賞初受賞。以後、1998年まで優秀選手賞を連続受賞。
- 1994年
  - 秋のスピード王決定戦（飯塚オートレース場）優勝。
- 1995年
  - GI開設記念（飯塚オートレース場）優勝。
  - SG第8回全日本選抜オートレースでSG初制覇。競走車呼名は「トーマス」。競走タイムは3.412。飯塚オートレース場所属勢のSG制覇は1987年の第1回スーパースター王座決定戦での桝崎正（引退）以来。
- 1996年
  - GIゴールデンレース（浜松オートレース場）優勝。
  - GII春のスピード王決定戦（飯塚オートレース場）優勝。
  - GII秋のスピード王決定戦（飯塚オートレース場）優勝。
- 1997年
  - SG第1回オートレースグランプリで二度目のSG制覇。競走車呼名は「トーマス」。競走タイムは3.350。
  - GIゴールデンレース（浜松オートレース場）優勝。
  - GI開設記念（飯塚オートレース場）優勝。
  - GII秋のスピード王決定戦（飯塚オートレース場）優勝。
  - 自身初となる年間獲得賞金1億円突破（102,055,600円）を記録し、年間獲得賞金第2位にランクインする。
- 1998年
  - GIダイヤモンドレース（飯塚オートレース場）優勝。
  - GII秋のスピード王決定戦（飯塚オートレース場）優勝。
  - 12月8日、飯塚オートレース場第9レースにて通算500勝を達成。競走タイムは3.419。当時の競走車呼名は「トーマス」。
- 1999年
  - 12月23日飯塚オートレース場にて行われた第8回JR九州杯争奪戦の第11レース（優勝戦）、4周回バックストレッチにて先行する花元初美（8期、飯塚オートレース場所属）に追突し落車。その際に後続の松尾学（22期、飯塚オートレース場所属）が乗り上げてしまう複合事故により受傷。全身を強打した中村はすぐに救急車で市内の飯塚総合病院に運ばれたが、午後5時59分に死亡。
- 2000年
  - この年のオートレース優秀選手表彰にて特別賞が贈られる。

## グレードレース戦歴
- SG戦歴
  - SG優勝回数:2回
  - SG第8回全日本選抜オートレース（山陽）
  - SG第1回オートレースグランプリ（船橋）
  - SG連続優出:12回（第28回日本選手権～第2回オートレースグランプリ）[1]

- GI戦歴
  - GI優勝回数:6回

## 西の横綱
中村政信は、低迷の一途を辿っていた飯塚勢を牽引し、現在の「最強地区・飯塚」の地歩を築いた大エースである。

第19期生としてデビュー。同期には片平巧（船橋）、岡部聡（山陽）、須賀学（浜松）と後のSG覇者が名を連ねており、「花の19期生」と謳われた。
中村政信が全国に名が売れ始めた時期、オートレース界は「船橋最強時代」と言われ、船橋オートレース場所属である片平巧・島田信廣（11期）の2人、更には、飯塚将光（9期）や岩田行雄（15期）が全国区を席捲した。
その一方で、当時の飯塚オートレース場所属勢の凋落は著しく、SGタイトルは1987年3月31日の第1回スーパースター王座決定戦で桝崎正が優勝して以来、誰も獲れていないという低迷期にあった。
そんな中に中村はデビューする。当初目立った活躍はなかったが、その才能は同期を始めロッカー仲間からも一目置かれていた。そこで師匠の梅田友幸（5期、引退）らが『飯塚から全国で通用する選手を』と思い立ち、島田信廣の下へ越境で弟子入りすることを画策。
程なくして、中村は島田信廣の弟子となった。そして田代祐一（15期、伊勢崎オートレース場所属）の弟分として研鑽を積み、遂には飯塚のA級第1位に登り詰めた。そして、1995年に飯塚勢としては実に8年ぶりとなるSGタイトルを手にし、「西の横綱」の異名を送られた。
「決して諦めない走り」という評価は、中村の選手としての性格を端的に象徴する言葉であった。
よく「メイチ（=目一杯）で頑張る」という科白を口にしており、その走りは残り1周の段階で8番手であったのにもかかわらず、写真判定で1着になったこともあるほどだった。師匠である島田の「選手はファンの気持ちを大事にしろ」という教えの通り、中村は自分を信じて車券を購入してくれたファンのために、最後まで絶対に諦めない走りをした。
その信念を象徴しているのが、第5回全日本選抜オートレースの優勝戦である。この時中村政信絶好調で優勝戦に臨んだが、道中の先頭争いの中、岩田行雄（15期、船橋オートレース場所属）に接触され落車してしまった。しかし、走路に投げ出された中村は自ら立ち上がり、再び競走車に乗ろうとしたのである。
整備も熱心であったが、人一倍練習もこなした。「車に頼らんと、人間が頑張らんと…」という彼の言葉は、その人柄を端的に示すものであろう。競走車の性能に満足せず、その性能を更に引き出すべく乗り手自身が自らを磨かなくてはならないということを簡潔に言い表すものである。

## ダイヤモンドレース
中村は地元飯塚に人一倍の愛着を抱いていた。悲願のSG制覇を成し遂げた後も「地元記念グランドスラム」に執念を燃やしていた。GI開設記念レースは既に1995、1997年と二度制覇しており、GII春のスピード王決定戦、GII秋のスピード王決定戦も制覇していた。
そして、伝統のレースである「ダイヤモンドレース」だけが残った。この「ダイヤモンドレース」は中村にとっては何としても優勝したい競走となった。
1998年のGI第41回ダイヤモンドレースは、当時としては破格の他場強豪陣が多数参戦していた。中村は執念で真夏の熱走路を乗り切り、優出を果たした。
そして、片平巧、高橋貢(22期、伊勢崎）、岩田行雄とSG優勝戦並みの顔触れとなった優勝戦は、好スタートを切った中村が外枠強豪勢を寄せ付けず、まさに「西の横綱」の名に相応しい万全のレース運びで8周回のゴールを切った。
悲願のダイヤモンド制覇に思わず中村は｢SG優勝よりうれしいかも知れない」とインタビューで語った。

## その後
中村の死は、オートレース界に深刻な衝撃を与えた。1993年に採用された新型エンジンセアによるレースの高速化が懸念されていた矢先の出来事で、この事故をきっかけに、セアの改良型エンジンが採用される事となり、さらには兄貴分であった田代祐一を中心に、落車時に頚椎を保護するための専用エアバッグが開発される端緒ともなった。
事故から間もない2000年2月15日、飯塚オートレース場で開催されたSG第13回全日本選抜オートレースにおいて、吹雪の中、浦田信輔（23期）が地元でSG初優勝を飾った。
優勝インタビューの際に「政信さんが勝たせてくれた」と述べた。
彼の死を悼みその名を残すべく、愛車の呼名「トーマス」を取り、「GIIトーマスメモリアルカップ」が新たな記念開催として、飯塚オートレース場にて毎年開催されることとなった。
飯塚オートレース場正面入口の上にある展示室には、中村のかつての愛車「トーマス」号（レプリカ）やヘルメット、勝負服が展示されている。また、彼の飯塚での練習番号であった「71番」は、永久欠番となった。